# قنصور بولسني
قنصور بولسني (الاسم العلمي:Colutea paulsenii) هو نوع من النباتات يتبع جنس القنصور من الفصيلة البقولية.